# Parafia Chrystusa Króla w Ogrodnikach
Parafia pw. Chrystusa Króla w Ogrodnikach – parafia rzymskokatolicka, należąca do dekanatu Łochów, diecezji drohiczyńskiej, metropolii białostockiej. 

## Zasięg parafii
Do parafii należą wierni z miejscowości: Grabowiec, Ogrodniki i Zagrodniki.